# Não Foi Minha Culpa
Não Foi Minha Culpa é uma série de televisão de drama brasileira produzida pela Cinefilm sob o selo Star Original Productions para a The Walt Disney Company. A série é protagonizada por Bianca Comparato, Lorena Comparato, Aline Dias, Fernanda Nobre, Karol Lanes, Ana Paula Secco, Gabrielle Joie, Sandra Corveloni, Virginia Rosa, Luana Xavier, Suzy Lopes, Simone Iliescu e Dandara Mariana. A série faz parte da antologia de três partes Não Foi Minha Culpa, que trata das questões da violência contra as mulheres e do feminicídio, que inclui outras duas versões, uma da Colômbia e uma do México, e foi lançada em 8 de agosto de 2022 como uma série original do Star+.

## Sinopse
Narrando histórias de vítimas de feminicídios e violência contra mulheres de diferentes idades e classes sociais, Não Foi Minha Culpa expõe os contrastes entre os dias de liberdade, fantasia e tolerância durante o Carnaval. Nessa mistura de lantejoulas e violência, o carnaval é ponto comum e elo temporário de dez protagonistas, com histórias baseadas em acontecimentos reais, que mostram as contradições da sociedade, além de revelarem sentimentos e conflitos universais, explorando as contradições culturais do país.

## Elenco

### Episódio 1 - Carol & Priscila
- Bianca Comparato ... Carolina "Carol" Bianchini
- Lorena Comparato ... Priscila
- Chris Couto ... mãe de Carol
- Armando Babaioff ... Fernando
- Melina Anthis ... Brenda
- Maria da Paixão ... dona Norma
- Gabriel Miziara ... colega de trabalho de Priscila
- Thiago Falat ... amigo de Carol do bar
- Aguida Aguiar ... amiga de Carol do bar
- Alice Marcone ... amiga de Carol do bar

### Episódio 2 - Valéria
- Fernanda Nobre ... Valéria Casalderrey
- Daniel Blanco ... Tales Hammer
- Jeniffer Nascimento ... Francisca "Fran"
- Luisa Mangini ... Alice
- Gustavo Trestini ... Mário
- Giovanna Velasco ... Nara
- Ana Andreatta ... mãe de Valéria
- Alice Quintiliano ... Glaucia Aragão
- Paulo Bordhin ... Toledo
- Elisa Telles ... atriz da novela

### Episódio 3 - Joana
- Sandra Corveloni ... Estela
- Malu Mader ... Promotora Isabela
- Gabrielle Joie ... Joana
- Dalton Vigh ... João
- Adriana Londoño ... Renata
- Eduardo Semerjian ... advogado de Manuel e José Carlos
- Rafael de Bona ... José Carlos de Oliveira Sobrinho
- Vinicius Wester ... Manuel
- Theo Velasco ... João (Joana) criança
- Carol Zanellla ... Larissa
- César Pezzuoli ... padre
- Ivan Husky ... juiz
- Nathalia Ernesto ... Grace
- Valeria Bonifacio ... sargento Neide

### Episódio 4 - Raíssa
- Dandara Mariana ... Raíssa
- Elisa Lucinda ... Elvira
- Danilo de Moura ... Zanga
- Felipe Kannenberg ... Timothy "Tim" Muller
- Pedro Domingues ... Maicon
- Alexandre Krug ... amigo de Tim
- Digão Ribeiro ... Mamute
- Rejane Zilles ... amiga de Tim
- Lea Maria ... assistente de Tim

### Episódio 5 - Ingrid
- Aline Dias ... Ingrid Castelo de Assis
- Augusto Trainotti ... Ricardo "Rick"
- Guilherme Rodio ... Mauricio Fischer
- Marcello Airoldi ... Juliano Moretti
- João Mader Bellotto ... Leandro
- Lucia Bronstein ... Carla
- Giacomo Pinotti ... médico que atende Ingrid
- Erika Eremenko ... Virginia
- Fatima Andrade ... Vanessa
- Ligia Yamaguti ... amiga de Carla na empresa
- Mara Faustino ... mulher que contrata Ingrid
- Rafael Américo ... amigo de Rick e Thiagão
- Armando Lima ... Thiagão

### Episódio 6 - Rosa
- Virginia Rosa ... Rosa
- Malu Mader ... Promotora Isabela Tavares Damasceno
- Robson Nunes ... Anderson
- Davi de Almeida ... Djalma
- Nani de Oliveira ... Irene
- Eliseu Paranhos ... traficante
- Khadhu Monteiro ... Carlos
- Maurilio Domiciano ... Francisco
- Rodrigo Pessin ... homem no grupo de apoio comandado pela Promotora Isabela

### Episódio 7 - Maria do Carmo
- Simone Iliescu ... Maria do Carmo
- César Mello ... Cleiton "Ton"
- Cyria Coentro ... Jane
- Vinícius de Oliveira ... Eduardo "Dudu"
- Davi Martins ... Dudu criança
- Rômulo Braga ... Lindomar
- Gabriel Ribeiro ... adolescente infrator
- Fafá Rennó ... conselheira tutelar
- Flavio Costa ... delegado Silvio Junqueira Brito
- Luciano Rocha ... amigo de Lindomar do bar
- Tim Gaspar ... policial que prende o adolescente no Carnaval
- Paulo Olyvia ... policial que leva o adolescente para Eduardo

### Episódio 8 - Mary Lee
- Karol Lannes ... Mary Lee
- Ben Ludmer ... Régis
- Luana Tanaka ... Tereza
- Enrico Cardoso ... Morpheu
- Sam Santos ... Giovanni "Gio"
- Jessica Freytag ... Kalinka
- Daniel Volpi ... policial que vai à casa do hacker errado
- Eduardo Leão ... homem que entrevista Mary Lee para vaga de emprego
- Elias Cardoso ... delegado
- Naoki Takeda ... rapaz que divide apartamento com Morpheu

### Episódio 9 - Ana Luisa
- Luana Xavier ... Ana Luisa
- João Baldasserini ... Marcos
- Suzy Lopes ... Cristiane
- Fabio Guará ... Sergio
- Ernesto Xavier ... Henrique
- Gui Dantas ... amigo de Marcos do futebol
- Renata Imbriani ... médica amiga de Ana Luisa
- Valeria Arbex ... mulher de Sergio

### Episódio 10 - Edmara
- Ana Paula Secco ... Edmara
- Marat Descartes ... Antonio
- Shirley Cruz ... Pastora
- Sidney Santiago ... Valmir
- Mariana Ramires ... Paloma
- Cauã Martins ... Cauã
- André Luís Patrício ... Raul
- Laura Luz ... amiga de Paloma

## Episódios
| N.º | Título             | Dirigido por                      | Escrito por | Exibição original    |
| --- | ------------------ | --------------------------------- | --- | -------------------- |
| 1 | "Carol & Priscila" | Marcio Schoenardie e Susanna Lira | História por : Lucila Hertzriken, Juliana Rosenthal e Michelle Ferreira Roteiro por : Juliana Rosenthal e Michelle Ferreira | 10 de agosto de 2022 |
| Carol deve ajudar Priscila a sair de um relacionamento abusivo antes que seja tarde demais.            |                    |                                   | |                      |
| 2 | "Valéria"          | Marcio Schoenardie e Susanna Lira | História por : Lucila Hertzriken, Juliana Rosenthal e Michelle Ferreira Roteiro por : Juliana Rosenthal e Michelle Ferreira | 10 de agosto de 2022 |
| Valéria se apaixona por Tales, mas o tempo revela que ele não é quem parece ser.                       |                    |                                   | |                      |
| 3 | "Joana"            | Marcio Schoenardie e Susanna Lira | História por : Lucila Hertzriken, Juliana Rosenthal e Michelle Ferreira Roteiro por : Juliana Rosenthal e Michelle Ferreira | 10 de agosto de 2022 |
| Após a morte trágica de sua filha Joana, Estela trava uma luta nos tribunais por justiça.              |                    |                                   | |                      |
| 4 | "Raíssa"           | Marcio Schoenardie e Susanna Lira | História por : Lucila Hertzriken, Juliana Rosenthal e Michelle Ferreira Roteiro por : Juliana Rosenthal e Michelle Ferreira | 10 de agosto de 2022 |
| Raíssa parte em busca do estrelato ao confiar seu talento nas mãos de um produtor europeu.             |                    |                                   | |                      |
| 5 | "Ingrid"           | Marcio Schoenardie e Susanna Lira | História por : Lucila Hertzriken, Juliana Rosenthal e Michelle Ferreira Roteiro por : Juliana Rosenthal e Michelle Ferreira | 10 de agosto de 2022 |
| Ingrid consegue o trabalho dos sonhos em uma grande construtora, mas acaba sendo vítima de um crime.   |                    |                                   | |                      |
| 6 | "Rosa"             | Marcio Schoenardie e Susanna Lira | História por : Lucila Hertzriken, Juliana Rosenthal e Michelle Ferreira Roteiro por : Juliana Rosenthal e Michelle Ferreira | 10 de agosto de 2022 |
| O filho de Rosa volta para casa, mas sua dependência química o levará às últimas consequências.        |                    |                                   | |                      |
| 7 | "Maria do Carmo"   | Marcio Schoenardie e Susanna Lira | História por : Lucila Hertzriken, Juliana Rosenthal e Michelle Ferreira Roteiro por : Juliana Rosenthal e Michelle Ferreira | 10 de agosto de 2022 |
| Maria do Carmo é morta na frente do filho que encontra um Assistente Social disposto a ajudá-lo.       |                    |                                   | |                      |
| 8 | "Mary Lee"         | Marcio Schoenardie e Susanna Lira | História por : Lucila Hertzriken, Juliana Rosenthal e Michelle Ferreira Roteiro por : Juliana Rosenthal e Michelle Ferreira | 10 de agosto de 2022 |
| Mary Lee é uma jovem influencer militante do "body positivity" com um seguidor obcecado e vingativo.   |                    |                                   | |                      |
| 9 | "Ana Luisa"        | Marcio Schoenardie e Susanna Lira | História por : Lucila Hertzriken, Juliana Rosenthal e Michelle Ferreira Roteiro por : Juliana Rosenthal e Michelle Ferreira | 10 de agosto de 2022 |
| Marcos se apaixona por Ana Luisa, mas ela desconfia de sua infidelidade e ele quer terminar a relação. |                    |                                   | |                      |
| 10 | "Edmara"           | Marcio Schoenardie e Susanna Lira | História por : Lucila Hertzriken, Juliana Rosenthal e Michelle Ferreira Roteiro por : Juliana Rosenthal e Michelle Ferreira | 10 de agosto de 2022 |
| Edmara sofre violência doméstica do marido ciumento que chega ao ponto de cometer um crime bárbaro.    |                    |                                   | |                      |

## Produção
Em dezembro de 2020 foi divulgado que a Fox estava preparando uma série nacional sobre feminicídio, que seria dirigida por Susanna Lira. As gravações da série começaram em agosto de 2021 e terminaram em novembro do mesmo ano. Em dezembro de 2021, foi anunciado que o Star+ está planejando uma segunda temporada da série.

## Lançamento
Não Foi Minha Culpa foi lançada em 10 de agosto de 2022 no Brasil através do Star+.